# Ferrières-sur-Ariège
Ferrières-sur-Ariège (in occitano Ferrièras) è un comune francese di 907 abitanti situato nel dipartimento dell'Ariège nella regione dell'Occitania.

## Società

### Evoluzione demografica
Abitanti censiti